# Caraimatta
Caraimatta là một chi nhện trong họ Tetrablemmidae.